# ریباددبا
ریباددبا دهستانی در استان آستوریاس اسپانیا است.
در این دهستان ۱٬۸۲۸ نفر زندگی می‌کنند. مساحت این دهستان ۳۵٫۶۶ کیلومتر مربع است.